# قلعة الحروب (قفل شمر)

تعديل مصدري - تعديل

قلعة الحروب هي إحدى قرى عزلة المخلاف بمديرية قفل شمر التابعة لمحافظة حجة، بلغ تعداد سكانها 36 نسمة حسب تعداد اليمن لعام 2004.